# Campeonato dos Quatro Continentes de Patinação Artística no Gelo de 2004
O Campeonato dos Quatro Continentes de Patinação Artística no Gelo de 2004 foi a sexta edição do Campeonato dos Quatro Continentes de Patinação Artística no Gelo, um evento anual de patinação artística no gelo organizado pela União Internacional de Patinação (em inglês:  International Skating Union) onde os patinadores artísticos competem pelo título de campeão dos quatro continentes. A competição foi disputada entre os dias 19 de janeiro e 25 de janeiro, na cidade de Hamilton, Ontário, Canadá.

## Eventos
- Individual masculino
- Individual feminino
- Duplas
- Dança no gelo

## Medalhistas
| Evento                        | Ouro                                             | Prata                                           | Bronze                                  |
| Individual masculino detalhes | Jeffrey Buttle · Canadá                          | Emanuel Sandhu · Canadá                         | Evan Lysacek · Estados Unidos           |
| Individual feminino detalhes  | Yukina Ota · Japão                               | Cynthia Phaneuf · Canadá                        | Amber Corwin · Estados Unidos           |
| Duplas detalhes               | Pang Qing · Tong Jian · China                    | Zhang Dan · Zhang Hao · China                   | Valérie Marcoux · Craig Buntin · Canadá |
| Dança no gelo detalhes        | Tanith Belbin · Benjamin Agosto · Estados Unidos | Marie-France Dubreuil · Patrice Lauzon · Canadá | Megan Wing · Aaron Lowe · Canadá        |

## Resultados

### Individual masculino
| Pos.              | Nome                | Nacionalidade  | Pontos | PC | PL |
| ----------------- | ------------------- | -------------- | ------ | -- | -- |
| Medalha de ouro   | Jeffrey Buttle      | Canadá         | 1.5    | 1  | 1  |
| Medalha de prata  | Emanuel Sandhu      | Canadá         | 3.5    | 3  | 2  |
| Medalha de bronze | Evan Lysacek        | Estados Unidos | 5.0    | 4  | 3  |
| 4                 | Ryan Jahnke         | Estados Unidos | 7.5    | 5  | 5  |
| 5                 | Yamato Tamura       | Japão          | 8.0    | 2  | 7  |
| 6                 | Daisuke Takahashi   | Japão          | 8.5    | 9  | 4  |
| 7                 | Ben Ferreira        | Canadá         | 11.0   | 10 | 6  |
| 8                 | Gao Song            | China          | 12.0   | 8  | 8  |
| 9                 | Ma Xiaodong         | China          | 12.0   | 6  | 9  |
| 10                | Song Lun            | China          | 14.5   | 7  | 11 |
| 11                | Ryan Bradley        | Estados Unidos | 15.5   | 11 | 10 |
| 12                | Lee Dong-Whun       | Coreia do Sul  | 18.0   | 12 | 12 |
| 13                | Bradley Santer      | Austrália      | 19.5   | 13 | 13 |
| 14                | Daniel Harries      | Austrália      | 22.0   | 16 | 14 |
| 15                | Stuart Beckingham   | Austrália      | 22.0   | 14 | 15 |
| 16                | Gareth Echardt      | África do Sul  | 24.5   | 17 | 16 |
| 17                | Tristan Thode       | Nova Zelândia  | 25.5   | 15 | 18 |
| 18                | Miguel Angel Moyron | México         | 27.5   | 21 | 17 |
| 19                | Humberto Contreras  | México         | 28.5   | 19 | 19 |
| 20                | Justin Pietersen    | África do Sul  | 29.0   | 18 | 20 |
| 21                | Adrian Alvarado     | México         | 31.0   | 20 | 21 |
| 22                | Konrad Giering      | África do Sul  | 33.0   | 22 | 22 |
| WD                | Takeshi Honda       | Japão          | —      | WD |    |

### Individual feminino
| Pos.                                                  | Nome                    | Nacionalidade  | Pontos | PC | PL |
| ----------------------------------------------------- | ----------------------- | -------------- | ------ | -- | -- |
| Medalha de ouro                                       | Yukina Ota              | Japão          | 3.5    | 3  | 2  |
| Medalha de prata                                      | Cynthia Phaneuf         | Canadá         | 5.0    | 8  | 1  |
| Medalha de bronze                                     | Amber Corwin            | Estados Unidos | 5.5    | 1  | 5  |
| 4                                                     | Joannie Rochette        | Canadá         | 6.0    | 6  | 3  |
| 5                                                     | Jennifer Robinson       | Canadá         | 6.0    | 4  | 4  |
| 6                                                     | Yukari Nakano           | Japão          | 8.5    | 5  | 6  |
| 7                                                     | Angela Nikodinov        | Estados Unidos | 10.0   | 2  | 9  |
| 8                                                     | Yoshie Onda             | Japão          | 10.5   | 7  | 7  |
| 9                                                     | Liu Yan                 | China          | 13.0   | 10 | 8  |
| 10                                                    | Joanne Carter           | Austrália      | 14.5   | 9  | 10 |
| 11                                                    | Miriam Manzano          | Austrália      | 17.0   | 12 | 11 |
| 12                                                    | Fang Dan                | China          | 17.5   | 11 | 12 |
| 13                                                    | Jennifer Don            | Estados Unidos | 19.5   | 13 | 13 |
| 14                                                    | Zhang Fan               | China          | 21.0   | 14 | 14 |
| 15                                                    | Michelle Cantu          | México         | 23.0   | 16 | 15 |
| 16                                                    | Shirene Human           | África do Sul  | 23.5   | 15 | 16 |
| 17                                                    | Park Bit-Na             | Coreia do Sul  | 26.5   | 17 | 18 |
| 18                                                    | Anastasia Gimazetdinova | Uzbequistão    | 27.0   | 20 | 17 |
| 19                                                    | Sarah-Yvonne Prytula    | Austrália      | 28.0   | 18 | 19 |
| 20                                                    | Diane Chen              | Taipé Chinesa  | 30.5   | 19 | 21 |
| 21                                                    | Gladys Orozco           | México         | 32.0   | 24 | 20 |
| 22                                                    | Lee Sun-Bin             | Coreia do Sul  | 33.5   | 23 | 22 |
| 23                                                    | Jenna-Anne Buys         | África do Sul  | 33.5   | 21 | 23 |
| 24                                                    | Abigail Pietersen       | África do Sul  | 35.0   | 22 | 24 |
| Não avançaram para a patinação livre / programa longo |                         |                |        |    |    |
| 25                                                    | Cho Eun-Byul            | Coreia do Sul  | —      | 25 |    |
| 26                                                    | Anny Hou                | Taipé Chinesa  | —      | 26 |    |

### Duplas
| Pos.              | Nome                                 | Nacionalidade  | Pontos | PC | PL |
| ----------------- | ------------------------------------ | -------------- | ------ | -- | -- |
| Medalha de ouro   | Pang Qing / Tong Jian                | China          | 1.5    | 1  | 1  |
| Medalha de prata  | Zhang Dan / Zhang Hao                | China          | 3.0    | 2  | 2  |
| Medalha de bronze | Valérie Marcoux / Craig Buntin       | Canadá         | 4.5    | 3  | 3  |
| 4                 | Rena Inoue / John Baldwin Jr.        | Estados Unidos | 6.0    | 4  | 4  |
| 5                 | Anabelle Langlois / Patrice Archetto | Canadá         | 7.5    | 5  | 5  |
| 6                 | Ding Yang / Ren Zhongfei             | China          | 9.0    | 6  | 6  |
| 7                 | Kathryn Orscher / Garrett Lucash     | Estados Unidos | 10.5   | 7  | 7  |
| 8                 | Tiffany Scott / Philip Dulebohn      | Estados Unidos | 12.0   | 8  | 8  |
| 9                 | Elizabeth Putnam / Sean Wirtz        | Canadá         | 13.5   | 9  | 9  |
| 10                | Marina Aganina / Artem Knyazev       | Uzbequistão    | 15.0   | 10 | 10 |

### Dança no gelo
| Pos.              | Nome                                     | Nacionalidade  | Pontos | DC1 | DO | DL |
| ----------------- | ---------------------------------------- | -------------- | ------ | --- | -- | -- |
| Medalha de ouro   | Tanith Belbin / Benjamin Agosto          | Estados Unidos | 2.4    | 2   | 1  | 1  |
| Medalha de prata  | Marie-France Dubreuil / Patrice Lauzon   | Canadá         | 3.6    | 1   | 2  | 2  |
| Medalha de bronze | Megan Wing / Aaron Lowe                  | Canadá         | 6.6    | 3   | 4  | 3  |
| 4                 | Melissa Gregory / Denis Petukhov         | Estados Unidos | 7.4    | 4   | 3  | 4  |
| 5                 | Nozomi Watanabe / Akiyuki Kido           | Japão          | 10.0   | 5   | 5  | 5  |
| 6                 | Yang Fang / Gao Chongbo                  | China          | 12.0   | 6   | 6  | 6  |
| 7                 | Josée Piché / Pascal Denis               | Canadá         | 14.0   | 7   | 7  | 7  |
| 8                 | Loren Galler-Rabinowitz / David Mitchell | Estados Unidos | 16.0   | 8   | 8  | 8  |
| 9                 | Nakako Tsuzuki / Kenji Miyamoto          | Japão          | 18.0   | 9   | 9  | 9  |
| 10                | Yu Xiaoyang / Wang Chen                  | China          | 20.0   | 10  | 10 | 10 |
| 11                | Qi Jia / Sun Xu                          | China          | 23.0   | 11  | 11 | 12 |
| 12                | Natalie Buck / Trent Nelson-Bond         | Austrália      | 23.4   | 13  | 12 | 11 |
| 13                | Danika Bourne / Alexander Pavlov         | Austrália      | 25.6   | 12  | 13 | 13 |

## Quadro de medalhas
| Ordem | País           | Medalha de ouro | Medalha de prata | Medalha de bronze |    | Ordem por total |
| ----- | -------------- | --------------- | ---------------- | ----------------- | -- | --------------- |
| 1     | Canadá         | 1               | 3                | 2                 | 6  | 1               |
| 2     | China          | 1               | 1                |                   | 2  | 3               |
| 3     | Estados Unidos | 1               |                  | 2                 | 3  | 2               |
| 4     | Japão          | 1               |                  |                   | 1  | 4               |
| TOTAL | TOTAL          | 4               | 4                | 4                 | 12 | —               |